# Rita de Jong
Rita de Jong (Meerkerk, 12 maart 1965), is een Nederlandse voormalig roeister. Ze vertegenwoordigde Nederland op verschillende grote internationale wedstrijden. In 1994 won ze de wereldtitel op het onderdeel vier zonder stuurvrouw. Tweemaal nam ze deel aan de Olympische Spelen, maar won bij die gelegenheden geen medaille.

## Levensloop
In 1992 maakte ze op 27-jarige leeftijd haar olympische debuut als roeister bij de Olympische Spelen van Barcelona. De roeiwedstrijden in Barcelona werden gehouden op een roeibaan in het Estany de Banyoles op circa 130 km van het olympisch dorp. Op het onderdeel dubbel-twee werd ze met haar roeipartner Marie-José de Groot in de eliminaties derde. Via de halve finale, waar ze met 6.14,90 vijfde werden, plaatste ze zich voor de "kleine finale". Daar werden ze vierde in 7.10,62 en behaalde zodoende een tiende plaats overall.
Vier jaar later op de Olympische Spelen van Atlanta nam ze deel aan de acht met stuurvrouw. De roeiwedstrijden werden gehouden op Lake Lanier, 88 kilometer noordoostelijk van Atlanta. Via de eliminaties (6.32,71) en de herkansing (6.08,85) plaatste de vrouwenacht zich voor de finale. Met een tijd van 6.31,11 finishte de Nederlandse ploeg op een zesde plaats. De finale werd gewonnen door de Roemeense ploeg, die in 6.19,73 over de finish kwam.
De Jong studeerde bewegingswetenschappen en was aangesloten bij de Roeivereniging van Studenten aan de Vrije Universiteit 'Okeanos' in Amsterdam.

## Titels
- Wereldkampioene vier zonder stuurvrouw - 1994

## Palmares

### roeien (twee zonder stuurvrouw)
- 1989: 7e WK in Bled - 7.53,31
- 1990: 7e WK in Tasmania - 9.08,87

### roeien (dubbel twee)
- 1992: 10e OS in Barcelona - 7.10,62

### roeien (vier zonder stuurvrouw)
- 1994:  WK in Indianapolis - 6.30,76

### roeien (dubbel vier)
- 1991: 4e WK in Wenen - 7.06,67
- 1993: 6e WK in Racice - 6.42,22

### roeien (acht met stuurvrouw)
- 1994: 4e WK in Indianapolis - 6.10,00
- 1995:  WK in Tampere - 6.54,25
- 1996: 6e OS in Atlanta - 6.31,11

Marie-José de Groot · 
Rita de Jong
Femke Boelen · 
Marleen van der Velden · 
Astrid van Koert · 
Marieke Westerhof · 
Rita de Jong · 
Tessa Knaven · 
Tessa Appeldoorn · 
Muriel van Schilfgaarde · 
Jissy de Wolf (stuurvrouw)